# 習志野市茜浜女性殺害事件
習志野市茜浜女性殺害事件（ならしのしあかねはまじょせいさつがいじけん）とは、2013年（平成25年）6月に千葉県習志野市で発生した殺人事件。事件発生から約3年後に中国籍の男が逮捕されたが、処分保留で釈放された後、不起訴処分となった。
千葉県警察による正式な呼称は千葉県習志野市茜浜一丁目における女性殺人事件。
2014年2月26日から2016年2月25日まで捜査特別報奨金制度対象事件に指定されていた。

## 概要
2013年6月24日午前10時40分ごろ、千葉県道千葉船橋海浜線遊歩道脇の緑地帯内において、近隣のマンションに住む女性派遣会社員（当時47歳）が死んでいるのを清掃員が発見し110番通報した。
被害者の首には圧迫された痕があり、激しく争った形跡もあることから千葉県警察は殺人事件と断定、習志野警察署に捜査本部を設置した。
女性は6月23日正午、自宅マンションの行事に参加しており、午後10時からは船橋市高瀬町の食品加工工場で勤務する予定であった。しかし、女性が無断欠勤したため、同僚が携帯電話に電話したものの連絡は取れなかった。その為、マンションを出て出勤予定の工場に向かう途中で何者かに襲われて殺害されたものと見られた。

## 捜査
現場には被害者の所持品が散乱しており、すぐ近くに投げ捨てられていた財布からは小銭も含めて全ての現金が抜き取られていたため、警察は被害者と面識の無い人物による金銭目的の“流し”の犯行との見方で捜査を進めていた。
しかしながら現場は人通りが少ない遊歩道であり、街灯などは無かった上に草木が生い茂っていて見通しも悪く、更に事件の発生時間帯が夜であったため有力な目撃情報に乏しく捜査は難航していた。
2014年2月26日には第43回捜査特別報奨金制度の対象事件に指定され、事件解決に繋がる情報を提供した者には300万円の懸賞金が支払われることとなったが、その後も事件解決の手掛かりとなる情報は寄せられなかった。

## 被疑者の逮捕
事件発生から2年8ヶ月が経過した2016年3月3日、捜査本部は別の窃盗事件で府中刑務所に服役していた50歳の中国籍の男が本事件に関与した可能性が高まったとして、男の出所当日に殺人容疑で逮捕した。男と被害者の女性との間に面識は無かった。事件当時、男は現場近隣に住んでいたが、事件後に転居していた。
千葉県警察によると周辺の防犯カメラの画像の解析や遺留物の分析などを続けてきた結果、この男が浮上。また、被害者の体に付着していた微量のDNA型が男のDNAと一致したため、逮捕に踏み切った。前述の通り財布から現金が盗まれていたため、捜査本部は強盗の容疑でも男を追及した。中国籍の男は「事件を全く知らない。毎日取り調べを受けているが、冤罪だ」と述べ、逮捕時から一貫して容疑を否認した。
2016年3月14日、千葉地裁（小橋陽一郎裁判官）は弁護側が勾留理由開示請求をしたため、同日出廷した男に対して「証拠隠滅や逃亡を疑うに足りる相当な理由がある」と勾留理由を開示した。

## 釈放・不起訴処分
2016年3月24日、中国籍の男を処分保留で釈放するとともに、在留資格が切れているとして身柄を東京入国管理局に引き渡した（中国に退去強制）。処分保留とした理由について千葉地検は「起訴に至るまでの証拠が集まらなかった」と説明した。
2016年6月13日、千葉地検は中国籍の男を嫌疑不十分で不起訴処分とした。